# Homeless Homer

Homeless Homer est un court métrage de la série Oswald le lapin chanceux, produit par le studio Robert Winkler Productions et sorti le 7 janvier 1929.

## Fiche technique
- Titre  : Homeless Homer
- Série : Oswald le lapin chanceux
- Réalisateur : Friz Freleng, Rudolf Ising
- Producteur : Charles Mintz
- Production : Robert Winkler Productions
- Distributeur : Universal Pictures
- Date de sortie : 7 janvier 1929[1]
- Format d'image : Noir et Blanc
- Langue : (en)
- Pays :  États-Unis